# エクス (システム開発)
株式会社エクスは、大阪市北区に本社を置く、中堅・中小製造業向け生産管理パッケージシステムの開発および販売／保守を行っているソフトウエアメーカーである。創業は関西国際空港と同じ1994年9月1日。三菱グループのICT企業である三菱事務機械株式会社(現・タタ・コンサルタンシー・サービシズ株式会社)に勤務していた抱厚志(創業者／代表取締役社長)が、同僚のシステムエンジニア等に声を掛け、4名で株式会社エクスをスタートさせた。主力製品として『Factory-ONE 電脳工場』シリーズがある。エクスは同システムによって、機械組立業、金属部品加工業、電気製品／電子部品製造業、プラスチック成形加工業、薬品／化粧品製造業、食品加工業、製線業、建設業など … 様々なタイプの製造業に対してサポートを行っている。『Factory-ONE 電脳工場』が対応する生産管理方式としては、製造業に於ける生産管理の二大方式といわれる「個別受注生産型」と「MRP（Material Requirements and Planning）型」がある。また、個別受注生産型とMRP型の複合であるハイブリッド（Hybrid）生産管理方式についても同システム基本設計段階から織り込まれており、エクスはそれを強みとしている。

## 沿革
- 1994年 大阪府大阪市阿倍野区（御堂筋線西田辺）に株式会社エクスを設立
- 1995年 (阪神・淡路大震災)
- 1999年 大阪本社を大阪市西区江戸堀KNビル（四つ橋線肥後橋）に移転
- 2002年 大阪本社を大阪市西区江戸堀ユニオンビル（四つ橋線肥後橋）に移転
- 2002年 関連会社（株）エクスインフォメーションテクノロジー（EXIT）を設立
- 2003年 関連会社（株）エクスエンジニアリング（EX-ENG）を設立
- 2003年 10月 広島市中区に中国支店を開設
- 2004年 07月 名古屋市中区に中部支店を開設
- 2005年 03月 東京都港区に東京支店を開設
- 2005年 09月 福岡市博多区に九州支店を開設
- 2006年 04月 （株）エクスエンジニアリングを沖縄県那覇市久茂地（ゆいレール県庁前）に移転
- 2011年 02月 大阪本社を大阪市北区（御堂筋線中津）に移転
- 2016年 01月 （株）エクスエンジニアリングを（株）エクスに経営統合